# Manisharjo (Bendosari)
Manisharjo is een bestuurslaag in het regentschap Sukoharjo van de provincie Midden-Java, Indonesië. Manisharjo telt 2762 inwoners (volkstelling 2010).